# Antraknoza fasoli

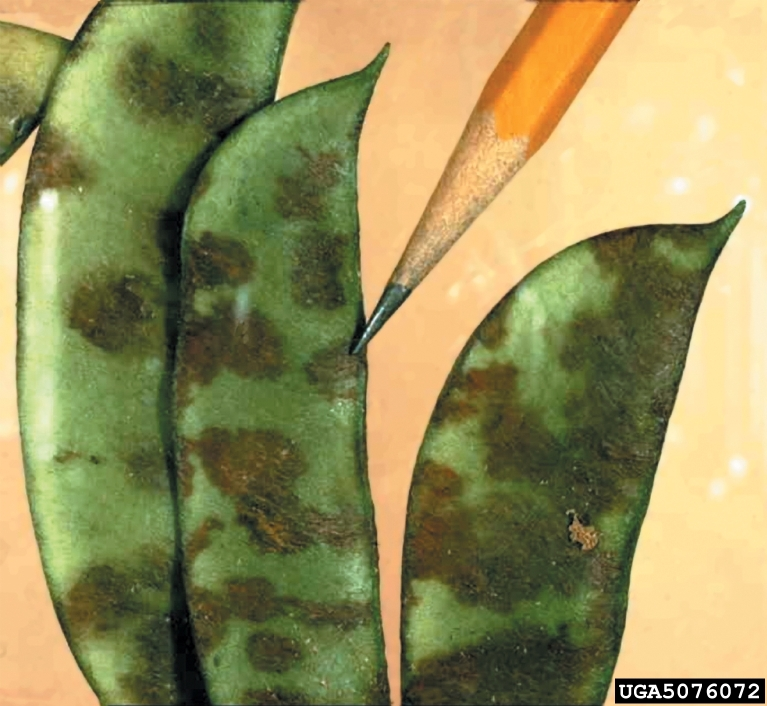
Objawy na strąku

Antraknoza fasoli (ang. anthracnose of bean) – grzybowa choroba fasoli (Phaseolus) wywoływana przez Colletotrichum lindemuthianum. Należy do grupy antraknoz.

## Występowanie i szkodliwość
Choroba jest szeroko rozprzestrzeniona na świecie, zwłaszcza na obszarach o klimacie umiarkowanym. W Polsce jest pospolita i pojawia się na różnych gatunkach fasoli. Powoduje zmniejszenie wielkości nasion oraz plonu. Wyrządzane szkody są zależne od warunków pogodowych oraz uprawianych odmian. W szczególnie sprzyjających chorobie warunkach plon może się zmniejszyć o kilkadziesiąt procent. Choroba w niewielkim tylko stopniu poraża fasole tyczne, gdyż woda szybko z nich ścieka.

## Objawy
Wzdłuż nerwów liści oraz na przylegających do nich tkankach pojawiają się rdzawobrunatne przebarwienia. Podobne, ale mające postać smug przebarwienia pojawiają się także na ogonkach liściowych i na łodygach. Na strąkach mają postać owalnych, wklęsłych plam z czerwonobrunatną obwódką. Patogen rozprzestrzenia się również na nasiona. Powstają na nich podobne plamy jak na strąkach. Przy niewielkim natężeniu choroby plamy na nasionach są żółte, lub niewidoczne. W środkowej części plam na strąkach, liściach i łodygach powstają drobne beżowe wypukłości. Są to acerwulusy, w których wytwarzane są zarodniki konidialne.
Gdy do siewu użyte zostanie zakażone ziarno, patogen atakuje wyrastające z niego siewki. Brunatnieją one i zamierają zaraz po wykiełkowaniu, lub chorują – na podliścieniowej części łodygi oraz na liścieniach pojawia się na nich zgorzel. Ma postać brunatnych, wklęsłych plam otoczonych ciemnobrunatną obwódką.

## Epidemiologia
Choroba przezimowuje głównie w porażonych nasionach, oraz w niewielkim stopniu na pozostałych w ziemi resztkach roślin fasoli. Są one źródłem infekcji pierwotnej. Choroba rozprzestrzenia się także przez zarodniki konidialne wytwarzane w acerwulusach. Roznoszone są przez krople wody podczas deszczu lub deszczowania i są źródłem infekcji wtórnych. Młode części rośliny są bardziej podatne na zakażenie. Chorobie sprzyja duża wilgotność powietrza i temperatura; optymalna dla rozwoju choroby wynosi około 20 °C, ale choroba rozwija się przy temperaturze od 13 do 26 °C.

## Ochrona
Zapobiega się chorobie i zwalcza ją poprzez:
- uprawianie odpornych odmian fasoli,
- płodozmian. Przerwy w uprawie fasoli na tym samym polu powinny wynosić co najmniej 4 lata,
- zaorywanie pozostałych po zbiorze resztek fasoli,
- zaprawianie nasion. Można do tego celu stosować fungicydy ditiokarbaminianowe (mankozeb), benzimidazolowe (karbendazym) i oksatinokaroksyamidowe (mankozeb) lub biopreparaty (np. sok z grejpfruta),
- w razie potrzeby opryskiwanie roślin biopreparatami lub fungicydami (Kaptan 50 WP, Dithane 75 WG. Miedzian i inne)[3][4].